# CR-Baureihe SS3B
Die CR-Baureihe SS3B (chinesisch 韶山3B, Pinyin Shaoshan 3B) sind Wechselstrom-Elektrolokomotiven der chinesischen Staatsbahnen mit der Achsfolge Co’Co’+Co’Co’, die für den Güterzugverkehr bestimmt sind. Die Leistung der SS3B beläuft sich auf 4800 kW. Die SS3B ist eine schwere elektrische Doppellokomotive mit zwölf Achsen, die vom CSR-Werk in Zhuzhou entwickelt und gebaut wurden. Des Weiteren wurde die SS3 von den Lokomotivfabriken in Taiyuan, Datong und Ziyang hergestellt.
Die im Jahr 2003 vorgestellte SS3B basiert auf der CR-Baureihe SS3 (SS3 Serie 4000) des Zhuzhou-Werks. Die Lokomotive kann einen 10.000 Tonnen schweren Güterzug mit 54 km/h bei einer maximalen Steigung von 4 ‰ ziehen.